# Візантійський інститут Америки
Візантійський інститут Америки (англ. Byzantine Institute of America) — мистецтвознавчий інститут у Сполучених Штатах, що ставить за мету вивчення історії і культури Візантійської імперії, проводить замальовки і фотофіксації пам'яток архітектури і творів монументального мистецтва, за можливості сприяє реставрації творів мистецтва візантійської доби.

## Історія і заснування
План заснувати новий науковий заклад у Сполучених Штатах виник у Томаса Вітмора (1871–1950). Він повернувся до США після наукової подорожі по країнам Західної Європи та Близького Сходу і був стурбований занедбаним станом пам'яток архітектури та монументального мистецтва доби Візантійської імперії після Першої світової війни. Серед відвіданих ним країн були Болгарія, Кіпр, Арабська республіка Єгипет, Туреччина.
1931 року у місті Бостон був заснований Візантійський інститут Америки.
Згодом інститут був переведений у Думбартон Окс, Вашингтон. Заклад ставив за мету вивчення і дослідження пам'яток архітектури та монументального мистецтва доби Візантії (мозаїки, фрески, рельєфи, архітектурні фрагменти і залишки колишніх споруд), їх замальовку і фотофіксацію тощо. Розроблялись окремі проекти по дослідженням та реставрації конкретних пам'яток. Так, добрі стосунки з політичним лідером Туреччини Ататюрком допомогли у дослідженні колишнього Софії Константинопольської та перетворенні її з мечеті на світський музей. Роботи в соборі розпочали 1931 року.
Окремим проектом було дослідження та реставраційно-рятівні роботи у колишній візантійській церкві Хора з її унікальним комплексом старовинних фресок і мозаїк 1315–1321 років тощо. Роботи в церкві Хора проводили з 1948 року.

## Плани церкви Хора

Первсіний план церкви Христа Спасителя без бічних добудов
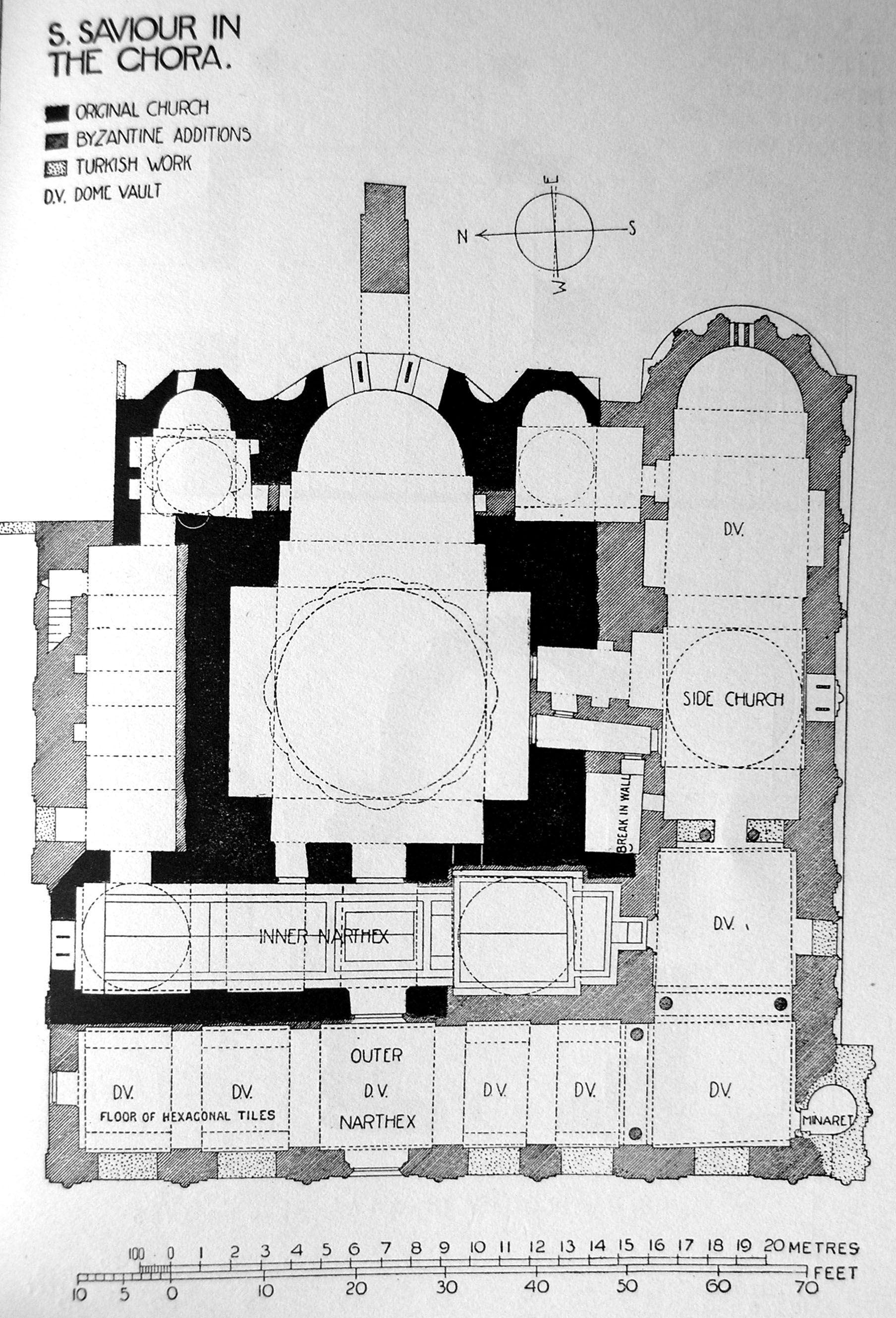
Церква Хора з бічними добудовами і двома нартексами та контрфорсом зі сходу
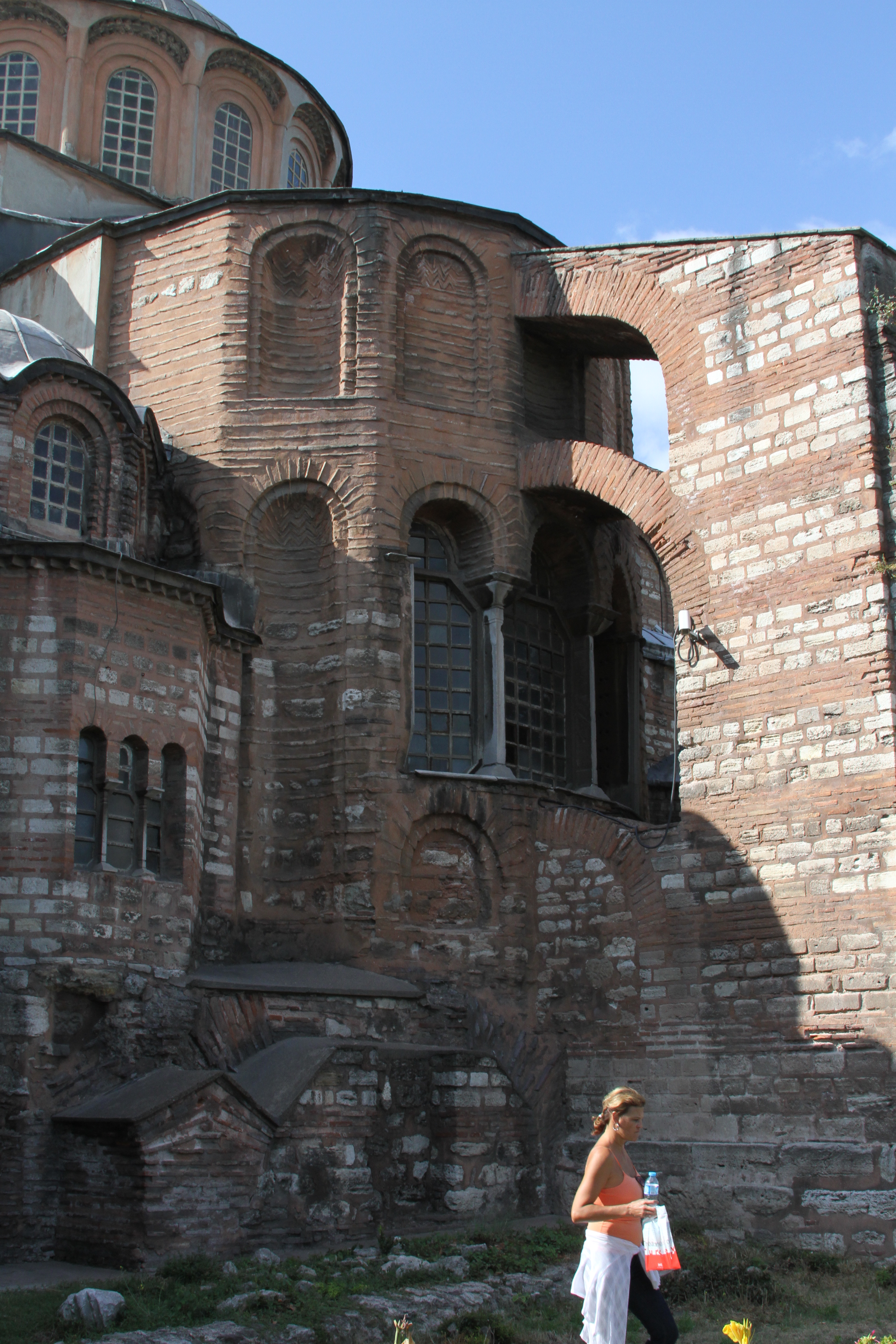
Контрфорс зі сходу церкви Хора
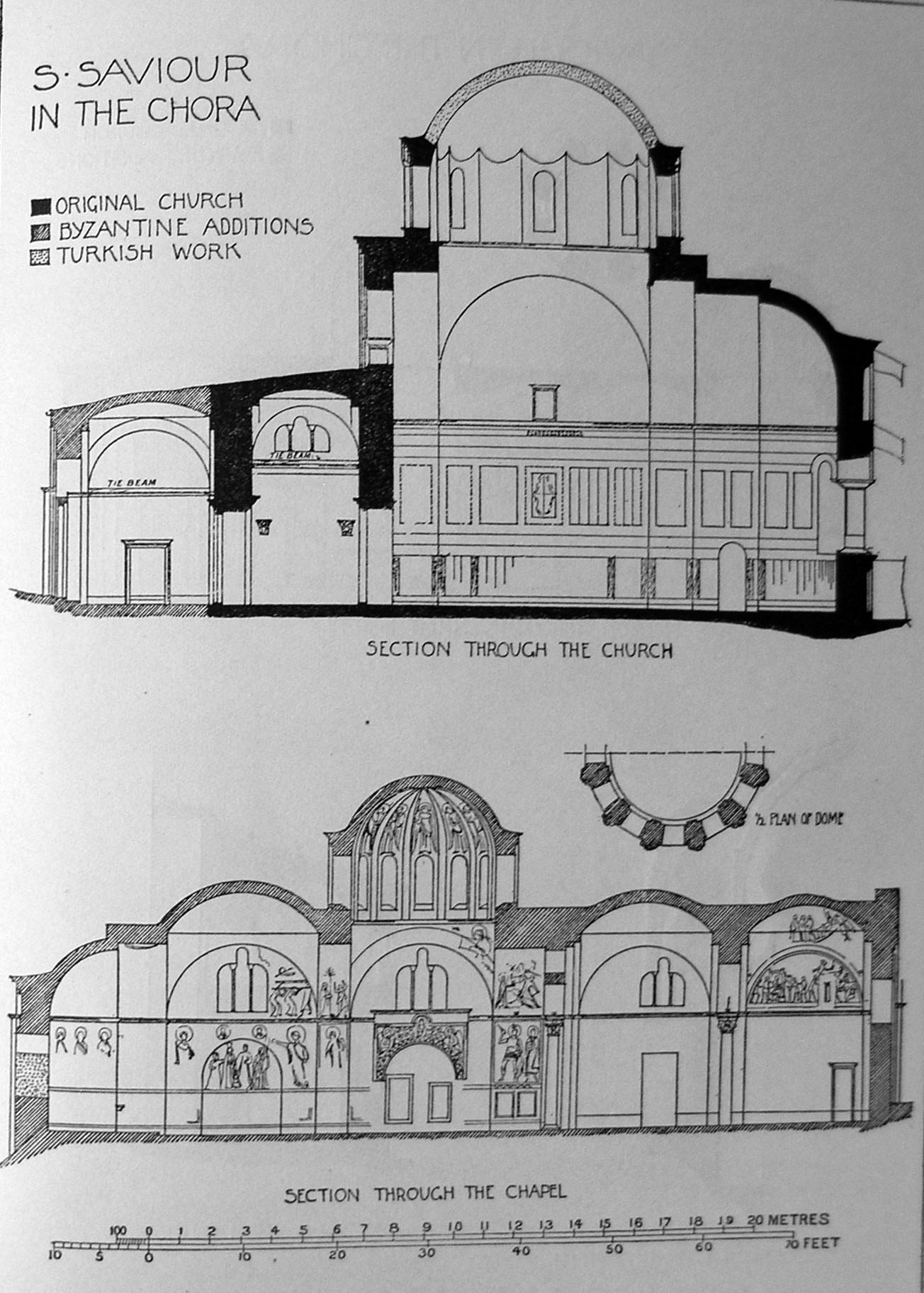
Церква Хора, повздовжний розріз

## Мозаїки церкви Хора

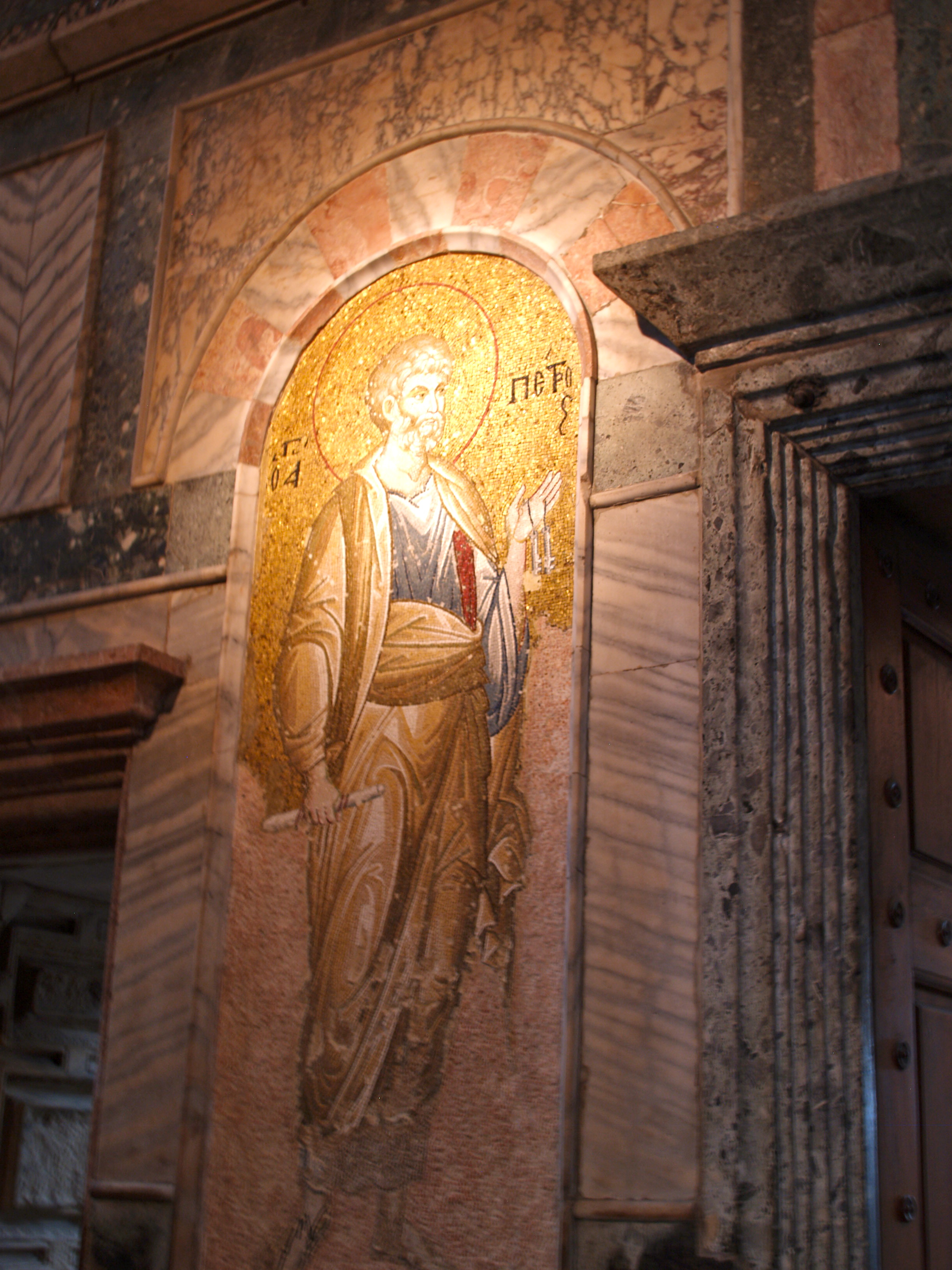

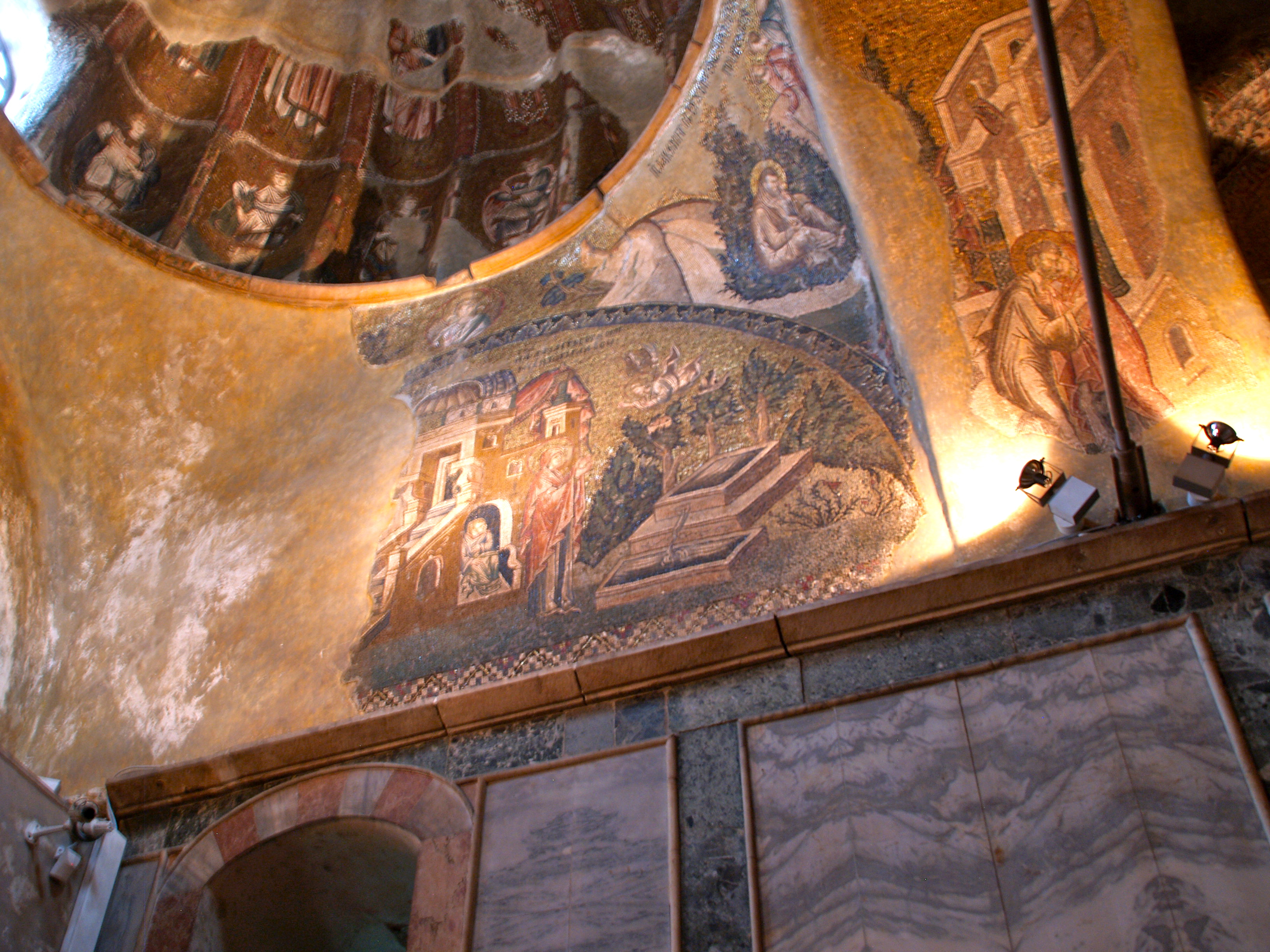
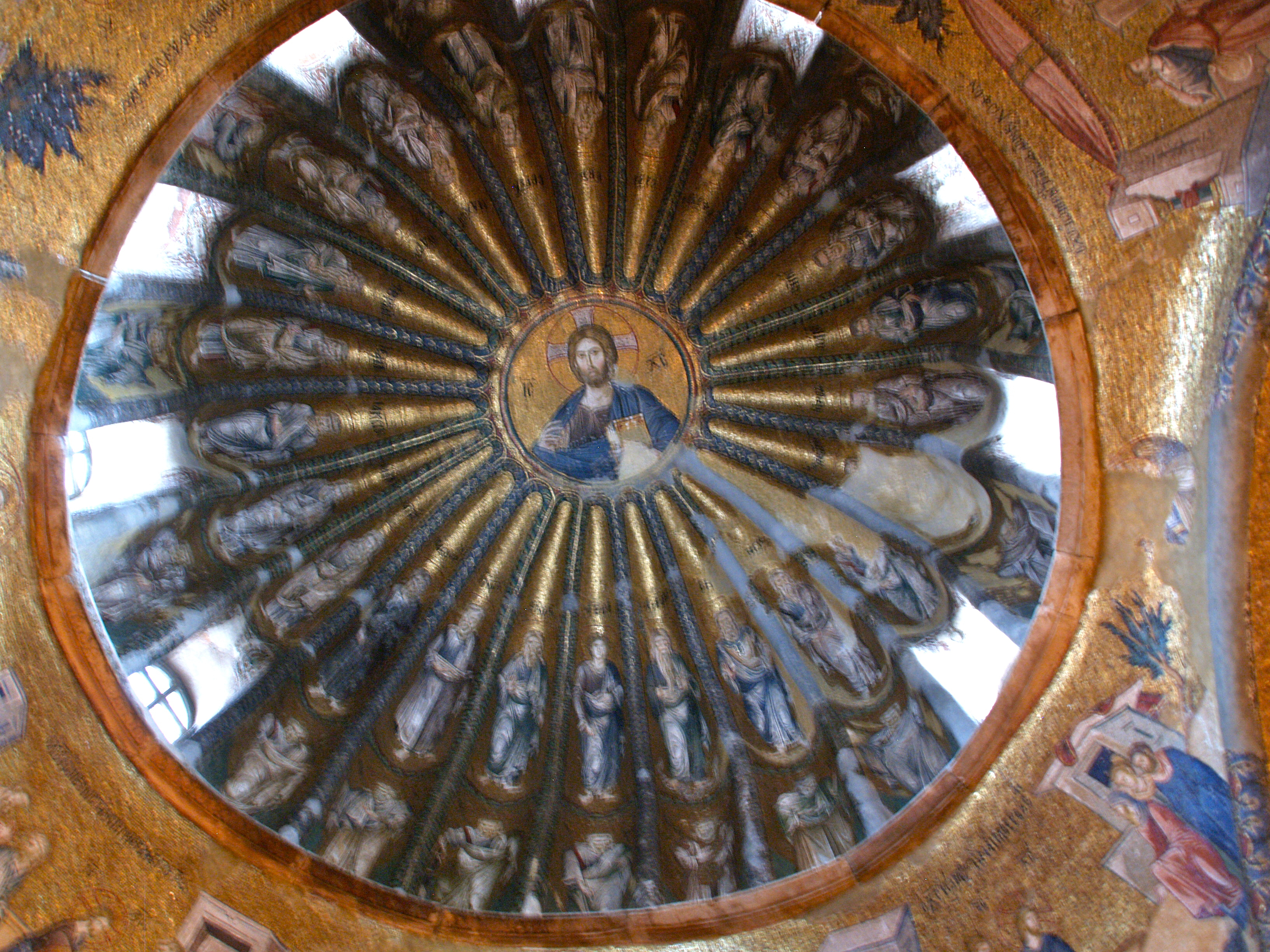
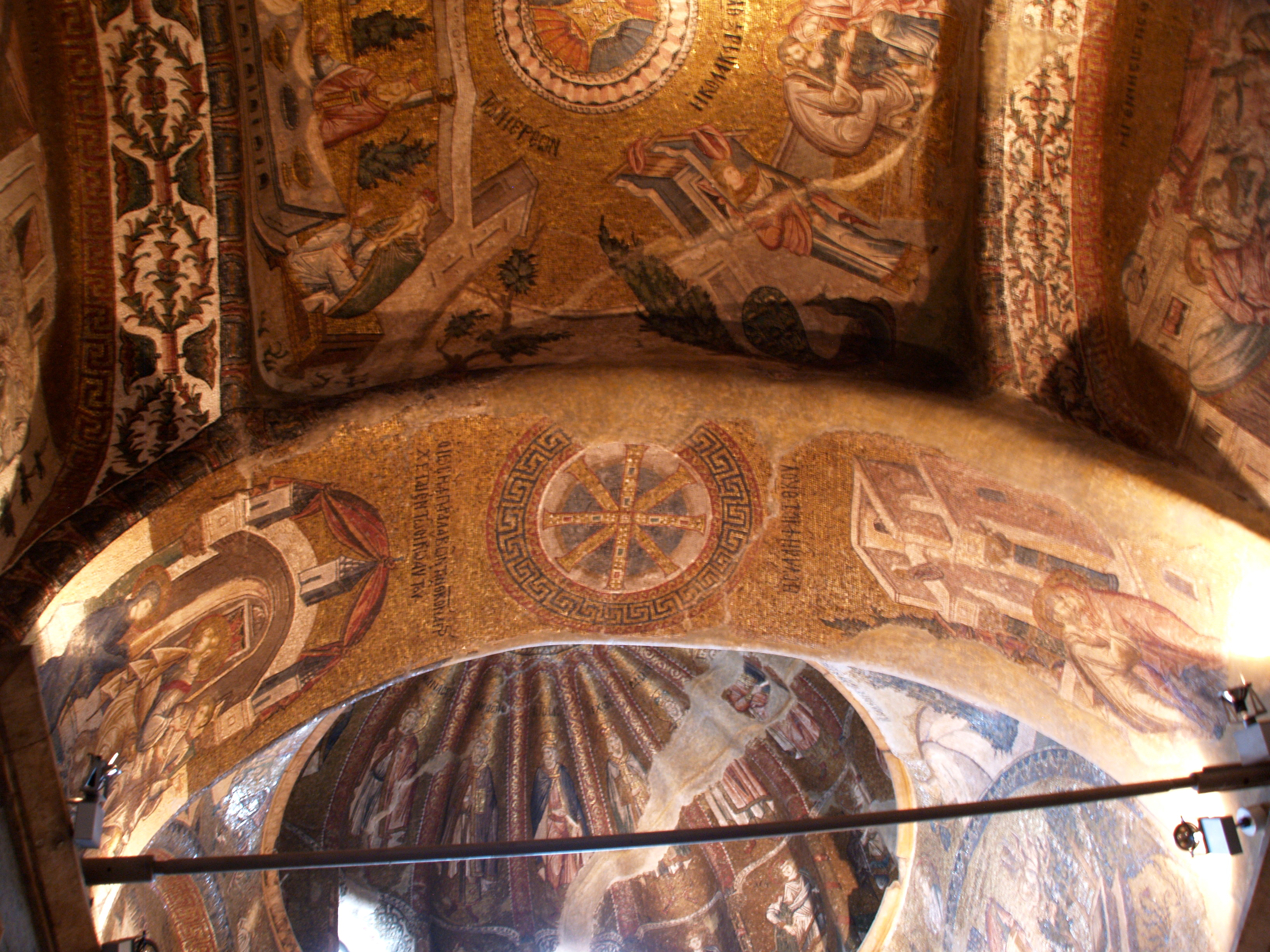
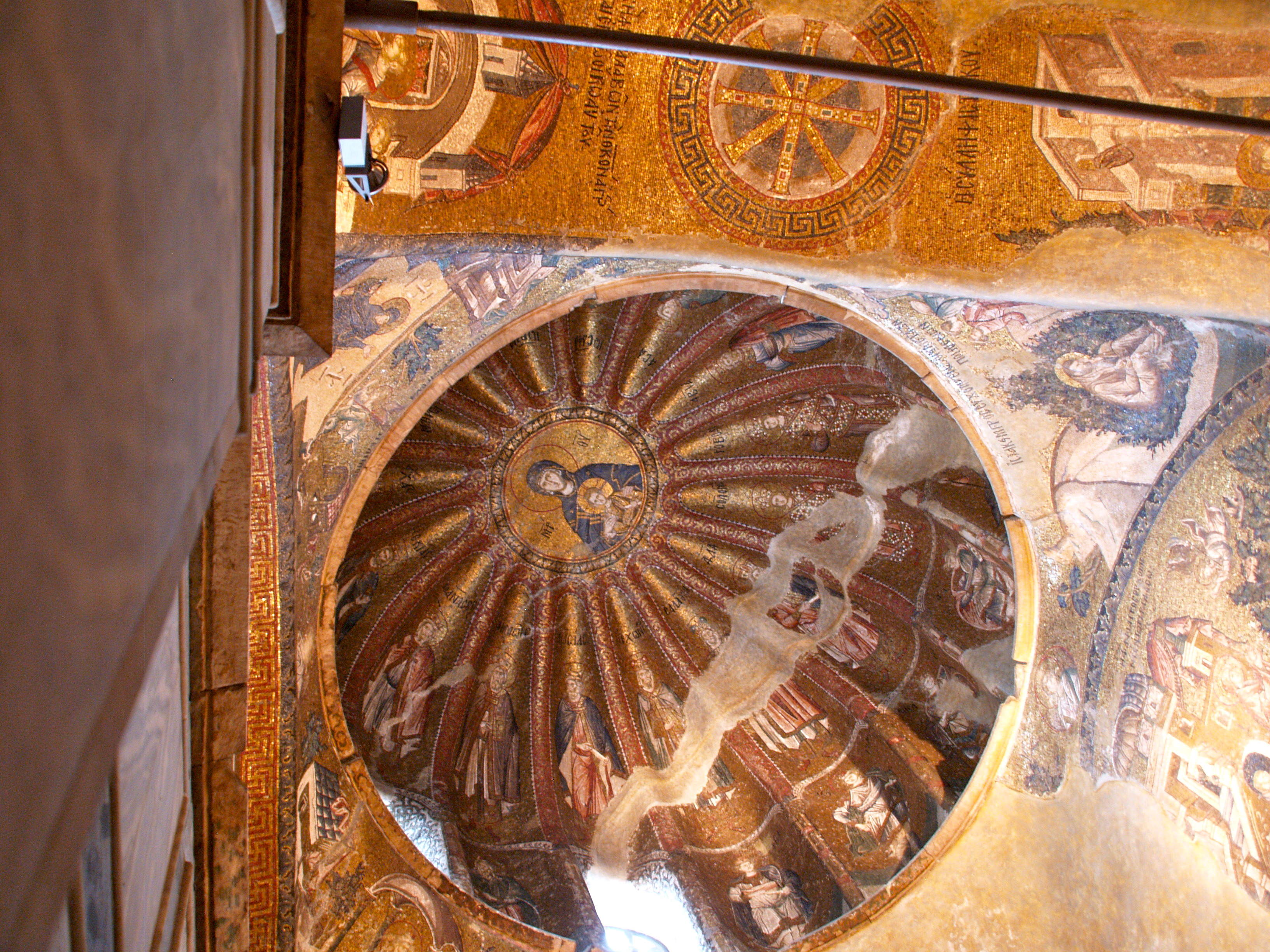
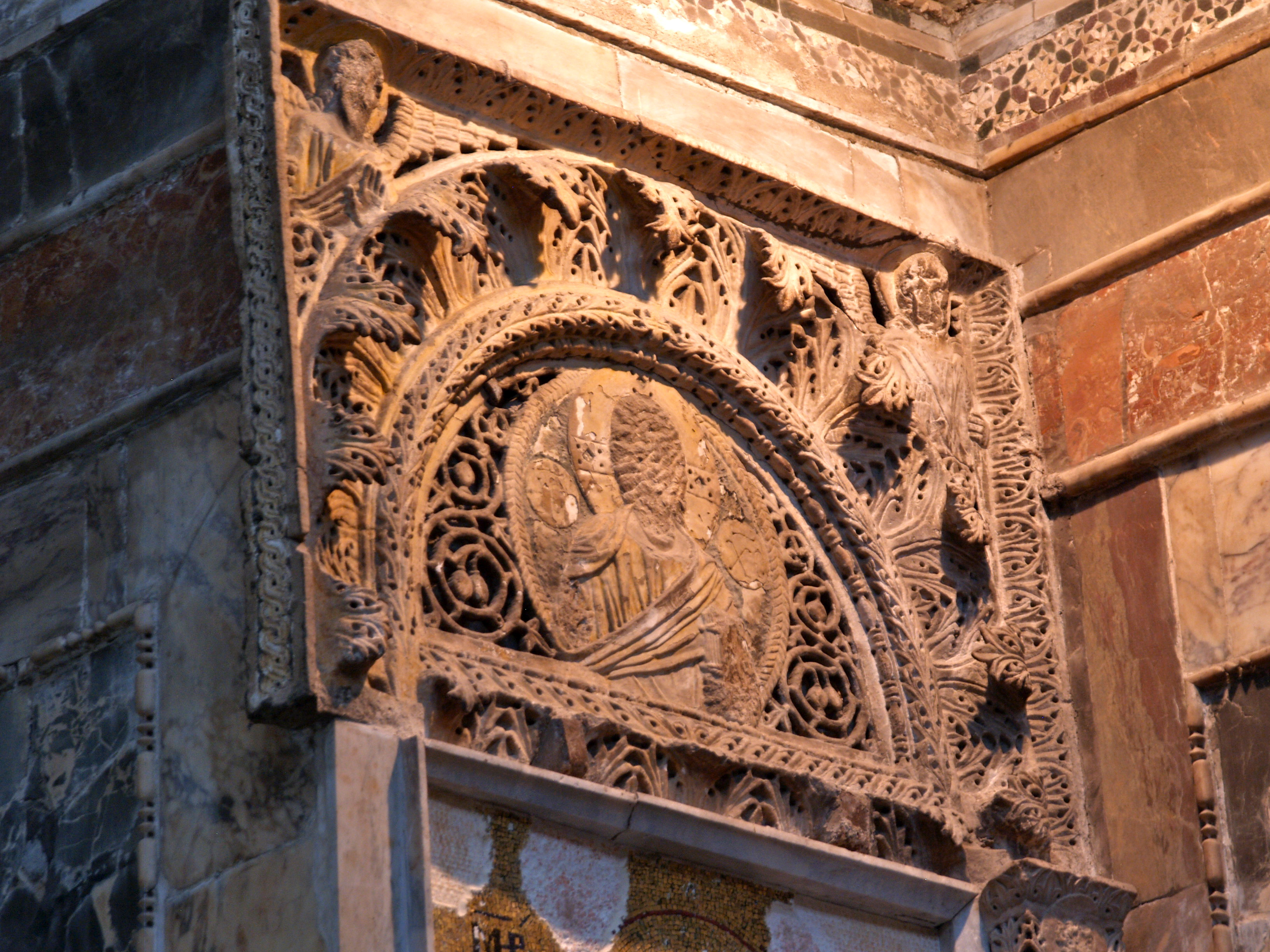
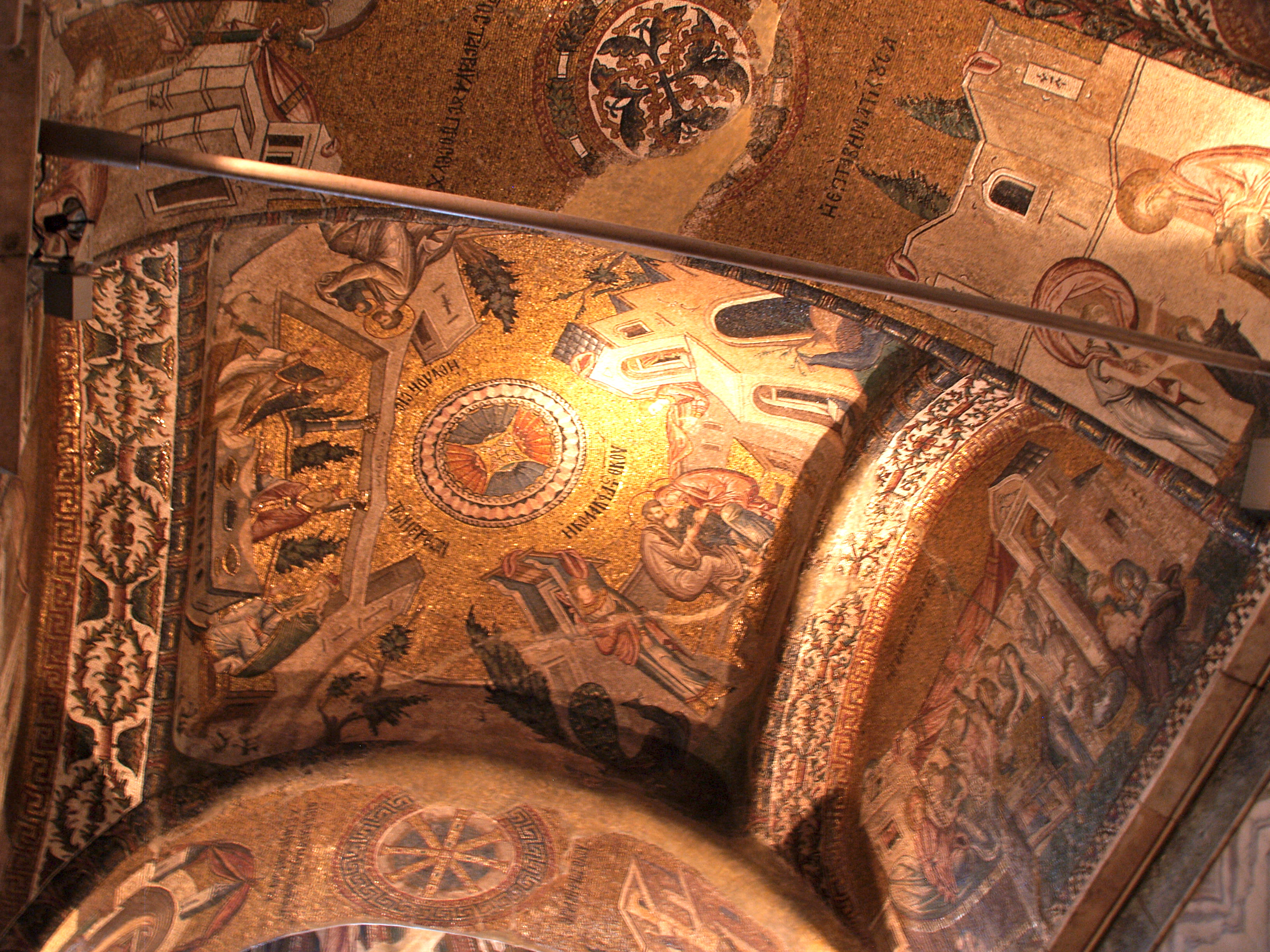